# Ukraiński Wyższy Instytut Pedagogiczny im. Mychajła Drahomanowa
Ukraiński Wyższy Instytut Pedagogiczny im. Mychajła Drahomanowa – ukraińska uczelnia pedagogiczna, działająca w Pradze w latach 1923-1933.
Uczelnia powstała dzięki działaniom Ukraińskiego Komitetu obywatelskiego, i przy finansowej pomocy rządu czechosłowackiego, jako dwuletnia szkoła, kształcąca nauczycieli szkół podstawowych, od 1925 działała jako czteroletni instytut kształcący nauczycieli szkół średnich. Posiadała działy: literaturoznawczo-historyczny, matematyczno-przyrodniczy, a od 1924 również muzyczno-pedagogiczny. W Instytucie pracowało 78 wykładowców, ukończyło go 178 nauczycieli, w tym 31 z doktoratami. Większość z nich pracowała później na Ukrainie Karpackiej. Od 1924 prowadzono przy szkole kursy dokształcające, a od 1925 gimnazjum. Instytut został zlikwidowany w 1933 wskutek wstrzymania pomocy finansowej przez rząd Czechosłowacji.
W 1925 r. z inicjatywy instytutu utworzono ukraińskie gimnazjum w Czechosłowacji.

## Rektorzy
- Łeonid Biłećkyj 1923-1925
- W. Simowycz
- W. Harmasziw

## Literatura
- Мірний І. - "Укр. Високий Пед. Інститут ім. М. Драгоманова. 1923 — 33", Praga 1934.